# Tour de Francia 1998
El 85.º Tour de Francia se disputó del 11 de julio al 2 de agosto de 1998 sobre un recorrido de 21 etapas + el prólogo inicial, y con un total de 3875 km que el vencedor cubrió a una velocidad media de 39,983 km/h. La carrera comenzó en Dublín y terminó en París, en el clásico final de los Campos Elíseos. Fue la primera vez que se salió de Irlanda y se disputaron en este país tanto el prólogo como las dos primeras etapas.
Esta edición se disputó con más retraso en el calendario que en otras ediciones debido a que se organizó en Francia la Copa Mundial de Fútbol de 1998.
El vencedor final fue el italiano Marco Pantani, quien consiguió un impresionante "doblete" tras haber sido ganador también del Giro de Italia, y siendo la última vez desde entonces que un ciclista lo ha logrado. Sin embargo, este Tour se recuerda principalmente por haber sido escenario del caso Festina, el mayor escándalo por dopaje en la historia del ciclismo, y uno de los más sonados del deporte en general.

## Dopaje y Caso Festina
Esta edición se vio marcada por el escándalo de dopaje del Caso Festina. Como consecuencia se expulsó al equipo Festina en la 7.ª etapa. Los corredores hicieron una huelga en la etapa 17.ª que tenía recorrido entre Albertville y Aix-les-Bains. Los equipos españoles se retiran en pleno de la competición, pero RTVE decide seguir emitiendo la prueba por La 2 en vez de por La Primera como venía haciendo hasta ese momento. Jean-Marie Leblanc, director de carrera, pudo negociar con los ciclistas y consiguió que el Tour pudiera llegar a París.
El 24 de julio de 2013, la comisión de investigación por parte del Senado francés sobre la eficacia de las cuestiones antidopaje de aquel año, publicó un informe que incluía una lista de los corredores dieron positivo por EPO con carácter retrospectivo. Los ciclistas fueron Marco Pantani (ganador de la general, además de dos etapas), Jan Ullrich (segundo en la general y ganador de tres etapas), Bobby Julich (tercero en la general), Erik Zabel (ganador de la clasificación por puntos), Andrea Tafi, Bo Hamburger, Laurent Jalabert, Marcos Serrano, Jens Heppner, Jeroen Blijlevens, Nicola Minali, Mario Cipollini, Fabio Sacchi, Eddy Mazzoleni, Jacky Durand, Abraham Olano, Laurent Desbiens, Manuel Beltrán, Kevin Livingston, Ermanno Brignoli, Alain Turicchia, Pascal Chanteur, Frédéric Moncassin, Roland Meier, Giuseppe Calcaterra, Stefano Zanini, Stéphane Barthe, Stuart O'Grady (portador del maillot amarillo) y Axel Merckx. De estos corredores, Jacky Durand y Stuart O'Grady reconocieron al día siguiente de la publicación del informe haberse dopado durante el Tour de Francia.
Varios ciclistas ya habían admitido haberse dopado antes de este informe. Es el caso de Bobby Julich, tercero en el Tour, que admitió en octubre de 2012 haber utilizado EPO entre agosto de 1996 y julio de 1998. Philippe Gaumont, compañero de equipo de Julich en el equipo Cofidis, dijo en 2005 que todos los ciclistas del equipo que participaron en el Tour de Francia se prepararon de la misma manera por el Dr. Vezzani, el médico del equipo, que usaba EPO y hormonas de crecimiento. Michael Boogerd también confesó a principios de 2013 haberse dopado de 1997 a 2007. También Luc Leblanc lo admitió con posterioridad. Los ciclistas del Festina confesaron a los investigadores poco después de la salida del Tour en 1998, con la excepción de Pascal Hervé y Richard Virenque. Este último lo negó aunque luego lo admitiría dos años más tarde.

## Equipos participantes
| Equipo                | Jefe de filas        |
| Deutsche Telekom      | Jan Ullrich          |
| Festina               | Richard Virenque     |
| Mercatone Uno         | Marco Pantani        |
| Mapei                 | Franco Ballerini     |
| ONCE                  | Laurent Jalabert     |
| Rabobank              | Michael Boogerd      |
| Casino-Ag2r           | Bo Hamburger         |
| Banesto               | Abraham Olano        |
| Gan                   | Chris Boardman       |
| Lotto                 | Laurent Madouas      |
| TVM                   | Laurent Roux         |
| Saeco                 | Mario Cipollini      |
| La Française des Jeux | Eugeni Berzin        |
| Cofidis               | Francesco Casagrande |
| Polti                 | Luc Leblanc          |
| Asics                 | Carlo Marino Bianchi |
| Vitalicio Seguros     | Santiago Blanco      |
| Kelme-Costa Blanca    | Fernando Escartín    |
| US Postal Service     | Jean Cyril Robin     |
| Riso Scotti           | Fabio Baldato        |
| Big Mat               | Pascal Lino          |

## Etapas
| Etapa   | Fecha       | Recorrido                        | Distancia (km) | Ganador                                       | Líder            |
| ------- | ----------- | -------------------------------- | -------------- | --------------------------------------------- | ---------------- |
| Prólogo | 11 de julio | Dublín                           | 5,6 (CRI)      | Chris Boardman                                | Chris Boardman   |
| 1.ª     | 12 de julio | Dublín                           | 186,5          | Tom Steels                                    | Chris Boardman   |
| 2.ª     | 13 de julio | Enniscorthy- Cork                | 205,5          | Ján Svorada                                   | Erik Zabel       |
| 3.ª     | 14 de julio | Roscoff-Lorient                  | 169            | Jens Heppner                                  | Bo Hamburger     |
| 4.ª     | 15 de julio | Plouay-Cholet                    | 252            | Jeroen Blijlevens                             | Stuart O'Grady   |
| 5.ª     | 16 de julio | Cholet-Châteauroux               | 228,5          | Mario Cipollini                               | Stuart O'Grady   |
| 6.ª     | 17 de julio | La Châtre-Brive                  | 204,5          | Mario Cipollini                               | Stuart O'Grady   |
| 7.ª     | 18 de julio | Meyrignac-l'Église-Corrèze       | 54 (CRI)       | Jan Ullrich                                   | Jan Ullrich      |
| 8.ª     | 19 de julio | Brive-Montauban                  | 190,5          | Jacky Durand                                  | Laurent Desbiens |
| 9.ª     | 20 de julio | Montauban-Pau                    | 210            | Léon van Bon                                  | Laurent Desbiens |
| 10.ª    | 21 de julio | Pau-Luchon                       | 196,5          | Rodolfo Massi                                 | Jan Ullrich      |
| 11.ª    | 22 de julio | Luchon-Plateau de Beille         | 170            | Marco Pantani                                 | Jan Ullrich      |
| 12.ª    | 24 de julio | Tarascon sur Ariège-Cap d'Agde   | 222            | Tom Steels                                    | Jan Ullrich      |
| 13.ª    | 25 de julio | Frontignan la Peyrade-Carpentras | 196            | Daniele Nardello                              | Jan Ullrich      |
| 14.ª    | 26 de julio | Valréas-Grenoble                 | 186,5          | Stuart O'Grady                                | Jan Ullrich      |
| 15.ª    | 27 de julio | Grenoble-Les Deux Alpes          | 189            | Marco Pantani                                 | Marco Pantani    |
| 16.ª    | 28 de julio | Vizille-Albertville              | 204            | Jan Ullrich                                   | Marco Pantani    |
| 17.ª    | 29 de julio | Albertville-Aix les Bains        | 149            | Etapa anulada a consecuencia del Caso Festina | Marco Pantani    |
| 18.ª    | 30 de julio | Aix les Bains-Neuchâtel          | 218,5          | Tom Steels                                    | Marco Pantani    |
| 19.ª    | 31 de julio | La Chaux de Fonds-Autun          | 242            | Magnus Bäckstedt                              | Marco Pantani    |
| 20.ª    | 1 de agosto | Montceau les Mines-Le Creusot    | 52 (CRI)       | Jan Ullrich                                   | Marco Pantani    |
| 21.ª    | 2 de agosto | Melun-París                      | 147,5          | Tom Steels                                    | Marco Pantani    |

## Clasificaciones finales

### Clasificación general
| Posición | Ciclista           | Equipo            | Tiempo           |
| -------- | ------------------ | ----------------- | ---------------- |
|          | Marco Pantani      | Mercatone Uno     | 92 h 49 min 46 s |
| 2.       | Jan Ullrich        | Telekom           | + 3 min 21 s     |
| 3.       | Bobby Julich       | Cofidis           | + 4 min 08 s     |
| 4.       | Christophe Rinero  | Cofidis           | + 9 min 16 s     |
| 5.       | Michael Boogerd    | Rabobank          | + 11 min 26 s    |
| 6.       | Jean Cyril Robin   | US Postal Service | + 14 min 57 s    |
| 7.       | Roland Meier       | Cofidis           | + 15 min 13 s    |
| 8.       | Daniele Nardello   | Mapei             | + 16 min 07 s    |
| 9.       | Giuseppe Di Grande | Mapei             | + 17 min 35 s    |
| 10.      | Axel Merckx        | Team Polti        | + 17 min 39 s    |

### Clasificación por puntos
| Posición | Ciclista        | Equipo            | Puntos |
| -------- | --------------- | ----------------- | ------ |
|          | Erik Zabel      | Telekom           | 327    |
| 2        | Stuart O'Grady  | GAN               | 230    |
| 3        | Tom Steels      | Mapei             | 221    |
| 4        | Robbie McEwen   | Rabobank          | 196    |
| 5        | George Hincapie | US Postal Service | 151    |

### Clasificación de la montaña
| Posición | Ciclista          | Equipo             | Puntos |
| -------- | ----------------- | ------------------ | ------ |
|          | Christophe Rinero | Cofidis            | 200    |
| 2        | Marco Pantani     | Mercatone Uno      | 175    |
| 3        | Alberto Elli      | Casino             | 165    |
| 4        | Cédric Vasseur    | GAN                | 156    |
| 5        | Stéphane Heulot   | Française des Jeux | 152    |

### Clasificación de los jóvenes
| Posición | Ciclista           | Equipo     | Tiempo           |
| -------- | ------------------ | ---------- | ---------------- |
|          | Jan Ullrich        | Telekom    | 92 h 53 min 07 s |
| 2        | Christophe Rinero  | Cofidis    | a 5 min 55 s     |
| 3        | Giuseppe Di Grande | Mapei      | a 14 min 14 s    |
| 4        | Kevin Livingston   | Cofidis    | a 30 min 42 s    |
| 5        | Jörg Jaksche       | Team Polti | a 32 min 20 s    |

### Clasificación por equipos
| Posición | Equipo            | Tiempo            |
| -------- | ----------------- | ----------------- |
|          | Cofidis           | 267 h 16 min 10 s |
| 2        | Ag2r La Mondiale  | a 29 min 09 s     |
| 3        | US Postal Service | a 41 min 40 s     |
| 4        | Telekom           | a 46 min 01 s     |
| 5        | Lotto             | a 1 h 04 min 14 s |

## Evolución de las clasificaciones
| Etapa               | Vencedor            | Clasificación general Maillot jaune | Clasificación por puntos Maillot vert | Clasificación de la montaña Maillot à pois |
| ------------------- | ------------------- | ----------------------------------- | ------------------------------------- | ------------------------------------------ |
| P                   | Chris Boardman      | Chris Boardman                      | Chris Boardman                        | No se otorgó                               |
| 1                   | Tom Steels          | Chris Boardman                      | Tom Steels                            | Stefano Zanini                             |
| 2                   | Ján Svorada         | Erik Zabel                          | Tom Steels                            | Stefano Zanini                             |
| 3                   | Jens Heppner        | Bo Hamburger                        | Ján Svorada                           | Pascal Hervé                               |
| 4                   | Jeroen Blijlevens   | Stuart O'Grady                      | Ján Svorada                           | Pascal Hervé                               |
| 5                   | Mario Cipollini     | Stuart O'Grady                      | Erik Zabel                            | Pascal Hervé                               |
| 6                   | Mario Cipollini     | Stuart O'Grady                      | Erik Zabel                            | Pascal Hervé                               |
| 7                   | Jan Ullrich         | Jan Ullrich                         | Erik Zabel                            | Stefano Zanini                             |
| 8                   | Jacky Durand        | Laurent Desbiens                    | Erik Zabel                            | Stefano Zanini                             |
| 9                   | Léon van Bon        | Laurent Desbiens                    | Erik Zabel                            | Jens Voigt                                 |
| 10                  | Rodolfo Massi       | Jan Ullrich                         | Erik Zabel                            | Rodolfo Massi                              |
| 11                  | Marco Pantani       | Jan Ullrich                         | Erik Zabel                            | Rodolfo Massi                              |
| 12                  | Tom Steels          | Jan Ullrich                         | Erik Zabel                            | Rodolfo Massi                              |
| 13                  | Daniele Nardello    | Jan Ullrich                         | Erik Zabel                            | Rodolfo Massi                              |
| 14                  | Stuart O'Grady      | Jan Ullrich                         | Erik Zabel                            | Rodolfo Massi                              |
| 15                  | Marco Pantani       | Marco Pantani                       | Erik Zabel                            | Rodolfo Massi                              |
| 16                  | Jan Ullrich         | Marco Pantani                       | Erik Zabel                            | Rodolfo Massi                              |
| 17                  | Etapa neutralizada  | Marco Pantani                       | Erik Zabel                            | Rodolfo Massi                              |
| 18                  | Tom Steels          | Marco Pantani                       | Erik Zabel                            | Christophe Rinero                          |
| 19                  | Magnus Bäckstedt    | Marco Pantani                       | Erik Zabel                            | Christophe Rinero                          |
| 20                  | Jan Ullrich         | Marco Pantani                       | Erik Zabel                            | Christophe Rinero                          |
| 21                  | Tom Steels          | Marco Pantani                       | Erik Zabel                            | Christophe Rinero                          |
| Clasificación final | Clasificación final | Marco Pantani                       | Erik Zabel                            | Christophe Rinero                          |